# Cristian Oviedo
Cristian Alberto Oviedo Calvo (né le 25 août 1978 à Alajuela au Costa Rica) est un footballeur international costaricien, qui évoluait au poste de milieu de terrain devenu entraîneur.

## Biographie

### Carrière en sélection
Avec l'équipe du Costa Rica, il joue 11 matchs (pour aucun but inscrit) en 2009. Il figure notamment dans le groupe des sélectionnés lors de la Gold Cup de 2009.
Il participe également à la Copa América de 2004.